# Апостольская префектура Юэяна
Апостольская префектура Юэяна (лат. Praefectura Apostolica Yochovensis) — апостольская префектура Римско-Католической церкви с центром в городе Юэян, Китай. Апостольская префектура Юэяна распространяет свою юрисдикцию на часть территории провинции Хунань. Апостольская префектура Юэяна подчиняется непосредственно Святому Престолу.

## История
7 мая 1931 года Римский папа Пий XI издал бреве Ob nimiam latitudinem, которой учредил апостольскую префектуру Юэяна, выделив её из апостольского викариата Чандэ (сегодня — Епархия Чандэ).

## Ординарии апостольской префектуры
- Angelo de la Calle Fontecha (16.01.1932 — 1964);
  - Sede vacante — c 1964 года по настоящее время.

## Источник
- Annuario Pontificio, Libreria Editrice Vaticana, Città del Vaticano, 2003, ISBN 88-209-7422-3
- Бреве Ob nimiam latitudinem, AAS 29 (1937), стр. 47  (лат.)